# Porkulam
Porkulam es una ciudad censal situada en el distrito de Thrissur en el estado de Kerala (India). Su población es de 6503 habitantes (2011). Se encuentra a 25 km de Thrissur y a 82 km de Kozhikode.

## Demografía
Según el censo de 2011 la población de Porkulam era de 6503 habitantes, de los cuales 3123 eran hombres y 3380 eran mujeres. Poomangalam tiene una tasa media de alfabetización del 94,85%, superior a la media estatal del 94%: la alfabetización masculina es del 96,01%, y la alfabetización femenina del 93,80%.